# Ligue internationale d'espéranto
 (janvier 2021).
Si vous disposez d'ouvrages ou d'articles de référence ou si vous connaissez des sites web de qualité traitant du thème abordé ici, merci de compléter l'article en donnant les références utiles à sa vérifiabilité et en les liant à la section « Notes et références ».

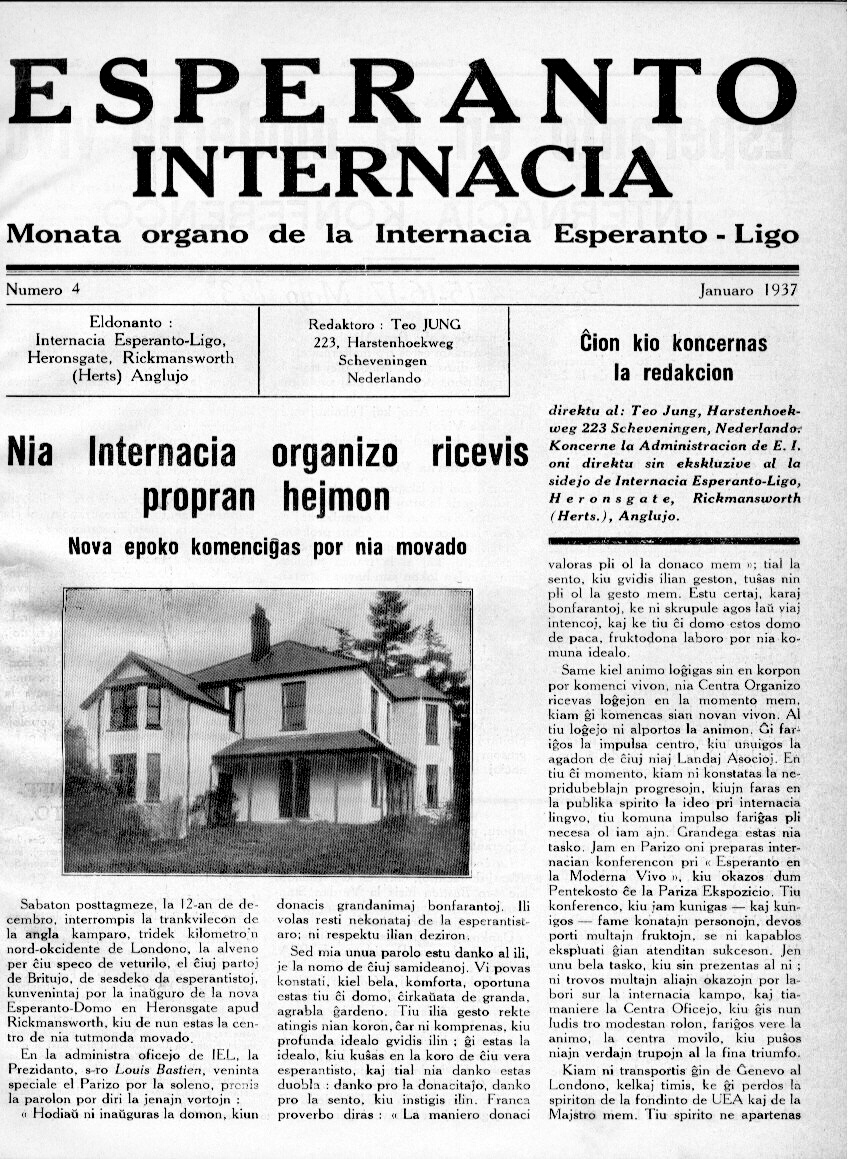
Esperanto Internacia, 1937.

La ligue internationale d’espéranto (en espéranto Internacia Esperanto-Ligo), est une association internationale d'espéranto qui vit le jour avec la scission au sein de l'Association mondiale d'espéranto en 1936. La nouvelle association international exista durant onze années jusqu'à la réunification du mouvement espérantophone en 1947.

## Contexte
Compte tenu des difficultés que l'association mondiale d'espéranto (UEA) rencontrait (baisse des contributions allouées par le comité international, basé à Genève, aux associations nationales), et la querelle entre ses dirigeants Eduard Stettler et Hans Jakob sur la proposition de  déplacer le siège international de Genève à Londres ; Louis Bastien et la plupart du Conseil de l'UEA quittèrent l'association le 18 septembre 1936, pour fonder la ligue internationale d'espéranto basée à côté de Londres. 
Très vite, tous les membres et associés de l'UEA passèrent de leur côté. À l'UEA de Genève, où était situé le siège international, ne restaient d'abord que les membres suisses, rejoint par les associations espérantistes d'Espagne, la plupart d'entre eux réfugiés en Suisse en raison de la guerre civile espagnole qui faisait rage dans leur pays, et 100 membres individuels de toute nationalité. Pour la première fois on parle de schisme au sein du mouvement espérantophone.
Son secrétaire général fut Cecil Charles Goldsmith (eo) et son président Louis Bastien. La ligue internationale d'espéranto publia un journal jusqu’en 1940, l’Esperanto Internacia, qui fut remplacé par l’Heroldo de Esperanto.
Après la Seconde Guerre mondiale, les associations nationales, notamment en Allemagne, firent une purge de leurs militants fascistes ou collaborationnistes. L'immense majorité des espérantophones y compris allemands, étaient anti-fascistes. Le régime nazi avait interdit l'espéranto durant le Troisième Reich. Les deux associations espérantophones internationales fusionnèrent lors du congrès mondial d'espéranto de Berne en 1947 sous la dénomination première de l'Association mondiale d'espéranto.  Les congressistes refusèrent de prendre parti au sujet de la Guerre froide. L'Association mondiale d'espéranto fixa son futur siège à Rotterdam (Pays-Bas).